# Solomon kaDinuzulu
Solomon kaDinuzulu aussi appelé Solomon Nkayishana Maphumuzana Zulu, né en février 1891 sur l'île de Sainte-Hélène et mort le 4 mars 1933 à Kambi dans le district de Louwsburg, province du Natal (actuel KwaZulu-Natal) en Afrique du Sud, est le roi des Zoulous, régnant depuis la mort de son père Dinuzulu kaCetshwayo en 1913, jusqu'à son propre décès en 1933.
Il n'a en réalité jamais été reconnu officiellement, comme roi des Zoulous, par le Royaume-Uni qui ne voit en lui que le chef des uSuthus.

## Biographie

### Famille
Solomon naît sur l'île de Sainte-Hélène où son père Dinuzulu a été banni parce qu'il conspirait contre le gouvernement. Sa mère est Mkasilomo Mdlalose.
En fait, le prince héritier du trône zoulou est David Nyawana Zulu, le demi-frère aîné de Solomon, mais des machinations politiques, l'influence tribale et des intrigues le détournent de la succession et Solomon est reconnu comme le nouveau roi, bien que le Royaume-Uni ne voie en lui que le chef des uSuthus.
Une de ses sœurs est la princesse Magogo, qui est devenue célèbre en tant que musicienne traditionnelle. C'est la mère de Mangosuthu Buthelezi, fondateur en 1975 de l'Inkatha Freedom Party (IFP), premier ministre du bantoustan autonome du KwaZulu de 1976 à 1994 et ministre des Affaires intérieures d'Afrique du Sud de 1994 à 2004.
Officiellement, Solomon a six épouses. C'est Masibiya kaMathathela Ntombeni (1900-1946), avec qui il se marie en 1915, qui est sa « Grande Épouse » et qui lui donne son successeur Cyprian le 4 août 1924.

### Biographie
Solomon est baptisé à Sainte-Hélène et y est éduqué, comme ultérieurement au Zoulouland, d'une manière occidentale dans des écoles de missionnaires, notamment par les religieuses de l'évêque Colenso. Il porte des sous-vêtements, des chaussures et des uniformes militaires, préférant s'assoir sur une chaise, dormir sur un matelas et manger à table comme les Européens. De même, il choisit de se couvrir de couvertures plutôt que de peaux, de dormir dans des draps propres et de s'essuyer avec une serviette après s'être lavé à l'eau chaude. Il apprécie le mode de vie occidental et est passionné de musique, il a un phonographe avec de nombreux disques qu'il écoute souvent.
Il succède à son père Dinuzulu à la mort de celui-ci en 1913. Il tente de regagner et d'étendre son influence en construisant des relations avec les amaKhosi (« chefs » en zoulou) et les autres personnes influentes. Il persuade certaines de ses sœurs (les filles de Dinuzulu) de se marier avec des amaKhosi, parmi lesquels Mathole Buthelezi qui prend la princesse Magogo comme dixième épouse, Mdibanisi Dlamini qui se marie avec la princesse Mpiyamaxhegu et Pixley Ka Isaka Seme qui épouse la princesse Phikisile.
Au milieu des années 1920, il fonde l'Inkatha kaZulu (le Conseil national zoulou, « couronne des zoulous» en zoulou), qui institutionnalise le nationalisme ethnique zoulou. Le but de l'organisation est d'unifier le peuple zoulou, mais surtout de représenter les intérêts de la famille royale et de permettre à la petite bourgeoisie noire d'avoir plus de possibilités pour acheter des terres. Ce groupe comprend des exploitants agricoles, des clercs, des marchands, des artisans et des professionnels qualifiés tels que des enseignants, des prêtres ou des avocats. Ce sont les fils des chefs zoulous et des aristocrates qui ont été éduqués dans les écoles des missionnaires, les kholwas et qui voient le rapprochement avec les communautés rurales comme un moyen potentiel d'arriver à la possession des terres et à une agriculture commerciale au moment où l'État sud-africain s'engage dans une politique ségrégationniste qui anéantit les espoirs d'affranchissement et les aspirations de la classe moyenne noire. Ce mouvement ne peut réussir que par l'éducation et le progrès de la part que tient le peuple zoulou dans l'économie. Solomon est aidé pour cela par les élites zouloues kholwas telles que Richard Msimang qui aide à écrire la constitution de mouvement, Pixley ka Isaka Seme, John Langilibele Dube et George « Mahlathamnyama » Champion. Malgré tout, l'organisation est minée par les détournements de fonds de certaines élites des districts de Vryheid et de Nongoma, et la mort de Solomon en 1933 la fait cesser de fonctionner correctement,.
Solomon devient alcoolique, ce qui lui pose parfois des problèmes car il s'énerve et a des paroles déplacées, comme en 1930 où assistant à un durbar, il reçoit une amende de 750 livres pour avoir déclaré que « les choses dans ce pays ne seront jamais bonnes tant que je ne serai pas reconnu comme son chef » ou bien lorsqu'il est accusé d'« impolitesse préméditée devant un hôte royal » à une cérémonie de rencontre des administrateurs coloniaux et des chefs africains en juillet 1930 à Eshowe, la capitale administrative du Zululand.
Il meurt le 4 mars 1933 à Kambi dans le district de Louwsburg, à l'âge de 42 ans.